# McGrath (Alaska)
McGrath è una città degli Stati Uniti d'America, situata nella Census Area di Yukon-Koyukuk, nello Stato dell'Alaska. La comunità si trova sulle rive del fiume Kuskokwim. Secondo il censimento del 2020, ha una popolazione di 301 abitanti.
La città si trova 221 miglia nord-ovest di Anchorage e 269 miglia sud-ovest di Fairbanks.